# فورستناو، سوئیس
فورستناو (آلمانی: Fürstenau) یکی از بخش‌های سوئیس است که در کانتون گراوبوندن واقع شده است که امتیاز شهری‌اش را در سال ۱۳۵۴ میلادی از کارل چهارم دریافت کرد. این منطقهٔ مسکونی در ۳۱ دسامبر ۲۰۲۰ میلادی ۳۵۰ نفر جمعیت داشت.